# Rasdolnoje (Kaliningrad, Prawdinsk)
Rasdolnoje (russisch Раздольное, deutsch Warnigkeim) ist ein Ort in der russischen Oblast Kaliningrad (Gebiet Königsberg (Preußen)) und gehört zur Domnowskoje selskoje posselenije (Landgemeinde Domnowo (Domnau)) im Rajon Prawdinsk (Kreis Friedland (Ostpr.)).

## Geographische Lage
Rasdolnoje liegt ein Kilometer westlich von Domnowo (Domnau) an einer Nebenstraße, die direkt nach Nagornoje (Perkappen) führt. Bis 1945 war Domnau (Domnowo) die nächste Bahnstation an der Strecke von Königsberg (heute russisch: Kaliningrad) nach Angerburg (heute polnisch: Węgorzewo), die nicht wieder in Betrieb genommen worden ist.

## Geschichte
Das ehedem Warnigkeim genannt Vorwerk gehörte vor 1928 zusammen mit dem Vorwerk Wittenfeld zum Gutsbezirk Schloß Domnau im gleichnamigen Amtsbezirk, der ab 1930 in „Amtsbezirk Groß Klitten“ (russisch: Tscherjomuchowo) umbenannt wurde. Er lag im 1927 zum Landkreis Bartenstein (Ostpr.) umbenannten Kreis Friedland im Regierungsbezirk Königsberg der preußischen Provinz Ostpreußen. Am 30. September 1928 wurde der Gutsbezirk Schloß Domnau mit allen seinen Ortsteilen in die Stadtgemeinde Domnau (Domnowo) eingegliedert.
1945 kam Warnigkeim mit dem nördlichen Ostpreußen zur Sowjetunion und erhielt 1947 die Umbenennung in „Rasdolnoje“. Bis zum Jahre 2009 war der Ort in den Domnowski sowjet (Dorfsowjet Domnowo (Domnau)) eingegliedert und ist seither – aufgrund einer Struktur- und Verwaltungsreform – eine als „Siedlung“ (russisch: possjolok) eingestufte Ortschaft innerhalb der Domnowskoje selskoje posselenije (Landgemeinde Domnowo) im Rajon Prawdinsk.

## Kirche
Mit seiner fast ausnahmslos evangelischen Bevölkerung war Warnigkeim bis 1945 in das Kirchspiel Domnau (Domnowo) eingepfarrt. Es lag im Kirchenkreis Friedland (heute russisch: Prawdinsk), danach im Kirchenkreis Bartenstein (heute polnisch: Bartoszyce) in der Kirchenprovinz Ostpreußen der Kirche der Altpreußischen Union.
Nach 1945 ist die kirchliche Verbindung von Rasdolnoje nach Domnowo geblieben. Die heute evangelisch-lutherische Kirchengemeinde domnowo ist eine Filialgemeinde der Auferstehungskirche in Kaliningrad (Königsberg) in der Propstei Kaliningrad der Evangelisch-lutherischen Kirche Europäisches Russland (ELKER).